# 中國香港學界體育聯會
中國香港學界體育聯會（學體會）於一九九七年九月一日正式成立，取代前三個學界組織。學體會乃一有限公司及註冊慈善團體。學體會是負責全港中、小學校際運動比賽及對外運動比賽的組織。董事會乃學體會最高權力機構，處理一切有關會務。董事會下設有中、小學體育理事會，分別負責全港中、小學各項本地體育事務。另對外體育委員會，主要負責全港精英賽，埠際及國際性體育比賽。
多年來，學體會已與多個單項體育總會建立一套精英運動員訓練／遴選制度。一方面可為本會學生運動代表提供高水平訓練，藉以提升他們在全國中學生運動會、埠際及國際等比賽成績；另一方面又可為各體育總會輸送有潛質運動員，為未來更高層次的比賽作準備。

## 宗旨
- 確定本會有權統籌各學界活動之原則，活動可包括埠際及國際學界體育活動
- 促進及組織學界體育活動，並提高競技水準
- 確保各項學界體育運動純屬業餘性質，不受種族、宗教及政治影響
- 確保各會員學校遵守所訂定之學界參賽資格及比賽規則
- 統籌選拔香港代表隊參加埠際、亞洲及國際性比賽之工作
- 聯絡並加入有關本港及海外體育團體成為會員
- 發揚會員學校間之友好比賽及體育精神

## 架構
贊助人
李家超 GBM, SBS, PDSM, PMSM
副贊助人
- 蔡若蓮 博士, JP
- 霍震霆 GBM, GBS, JP

永遠名譽會長
- 范錦平 BBS, JP
- 姚啟榮
- 楊開將

名譽顧問
- 楊祖賜 PDSM
- 黃有權
- 王慶宜

董事會
- 主席
  - 劉靳麗娟 SBS, JP
- 副主席
  - 洪楚英
  - 郭達華
- 義務司庫
  - 陸國森
- 委員
  - 陳滿林
  - 陳業樑
  - 鄭基恩
  - 周劍豪
  - 李紹良
  - 李德輝
  - 連鎮邦
  - 吳俊雄
  - 胡艷芬
  - 丘宇文
  - 邢毅
- 秘書
  - 鄧嘉珮

## 學體會加入的组织
- 中國香港體育協會暨奧林匹克委員會
- 世界中學生體育聯會
- 亞洲中學生體育聯會
- 亞洲學界足球聯會

## 學體會舉辦的運動項目
中學部分
- 射箭、田徑、羽毛球、籃球、沙灘排球、越野、劍擊、足球、手球、室內賽艇、七人欖球、壁球、游泳、乒乓球、網球、保齡球、排球、籃球馬拉松、體操、曲棍球、拯溺、投球、壘球。

小學部分
- 田徑、羽毛球、籃球、劍擊、五人手球、游泳、乒乓球、排球、五人足球、遊戲、體操、壁球、網球、非撞式欖球。

精英賽項目
- 田徑、游泳、羽毛球、羽毛球(團體)、籃球、越野、足球、手球、乒乓球、排球。

## 参見
- 香港學界足球隊
- 中銀香港紫荊盃
- 中国香港体育协会暨奥林匹克委员会

## 外部連結
- 官方网站 （页面存档备份，存于）